# پیتر هوگو
پیتر هوگو (انگلیسی: Pieter Hugo؛ زادهٔ ۲۹ اکتبر ۱۹۷۶) عکاس اهل آفریقای جنوبی است.